# 233 Asterope
233 Asterope är en stor asteroid i huvudbältet som upptäcktes den 11 maj 1883 av den franske astronomen Alphonse Borrelly. Den fick senare namn efter Asterope, en av titanen Atlas sju döttrar i den grekiska mytologin tillsammans med havsnymfen Pleione, de så kallade Plejaderna, som lånat namn åt stjärnhopen med samma namn.
Asteropes senaste periheliepassage skedde den 5 april 2019.[Uppdatering behövs] Dess rotationstid har beräknats till 19,70 timmar. Asteroiden har uppmätts till diametern 102,78 km.